# Bad Nenndorf
Bad Nenndorf – miasto uzdrowiskowe w Niemczech, w kraju związkowym Dolna Saksonia, w powiecie Schaumburg, siedziba gminy zbiorowej Nenndorf. W 2008 r. miasto liczyło 10 470 mieszkańców.

## Współpraca
- Doudeville, Francja
- Gdów, Polska od 31 sierpnia 2007 r.